# Bolívar (Perú)
Bolívar (antiguamente como Cajamarquilla) es la capital de la provincia de Bolívar, en la Región La Libertad, al norte del Perú.

## Ubicación
Se ubica en un emplazamiento montañoso de los contrafuertes del margen derecho del río Marañón, a 3.129 metros de altura sobre el nivel del mar, en los alrededores del punto 7°09′14.92″S 77°42′04.85″O / -7.1541444, -77.7013472 en los Andes del Perú.

## Clima
De clima lluvioso, frío y cálido en los valles cercanos al Marañón.
| Parámetros climáticos promedio de Bolívar | Parámetros climáticos promedio de Bolívar | Parámetros climáticos promedio de Bolívar | Parámetros climáticos promedio de Bolívar | Parámetros climáticos promedio de Bolívar | Parámetros climáticos promedio de Bolívar | Parámetros climáticos promedio de Bolívar | Parámetros climáticos promedio de Bolívar | Parámetros climáticos promedio de Bolívar | Parámetros climáticos promedio de Bolívar | Parámetros climáticos promedio de Bolívar | Parámetros climáticos promedio de Bolívar | Parámetros climáticos promedio de Bolívar | Parámetros climáticos promedio de Bolívar |
| Mes                                       | Ene.                                      | Feb.                                      | Mar.                                      | Abr.                                      | May.                                      | Jun.                                      | Jul.                                      | Ago.                                      | Sep.                                      | Oct.                                      | Nov.                                      | Dic.                                      | Anual                                     |
| ----------------------------------------- | ----------------------------------------- | ----------------------------------------- | ----------------------------------------- | ----------------------------------------- | ----------------------------------------- | ----------------------------------------- | ----------------------------------------- | ----------------------------------------- | ----------------------------------------- | ----------------------------------------- | ----------------------------------------- | ----------------------------------------- | ----------------------------------------- |
| Temp. media (°C)                          | 12.5                                      | 12.1                                      | 12                                        | 12                                        | 11.6                                      | 10.8                                      | 10.9                                      | 11                                        | 11.8                                      | 12.4                                      | 12.5                                      | 12.5                                      | 11.8                                      |
| Temp. mín. media (°C)                     | 6.3                                       | 6                                         | 6                                         | 5.7                                       | 4.2                                       | 2.5                                       | 2.4                                       | 2.7                                       | 4.1                                       | 5.4                                       | 5.2                                       | 5.4                                       | 4.7                                       |
| Fuente: climate-data.org                  |                                           |                                           |                                           |                                           |                                           |                                           |                                           |                                           |                                           |                                           |                                           |                                           |                                           |

## Agencias bancarias
- Banco de la Nación

## Actividades económicas
Su población se dedica a la agricultura, ganadería y en menor medida a actividades comerciales y de negocio.